# Roy Eccles
Roy Hector Eccles (ur. 2 grudnia 1900 roku, zm. 17 stycznia 1938 roku) – brytyjski kierowca wyścigowy.

## Kariera
W wyścigach samochodowych Eccles startował głównie w wyścigach Grand Prix oraz w wyścigach samochodów sportowych. W latach 1934, 1937 Brytyjczyk pojawiał się w stawce 24-godzinnego wyścigu Le Mans. W pierwszym sezonie startów odniósł zwycięstwo w klasie 1.1, a w klasyfikacji generalnej był czwarty. Trzy lata później nie dojechał do mety.